# Collegiata dei Santi Pietro e Paolo
La collegiata di San Pietro Apostolo è la principale chiesa di Castelfranco di Sotto, in provincia di Pisa.
Fu progettata nel 1260, si trova in via Cavour vicino al municipio

## Storia e descrizione
Dell'antico edificio romanico resta il paramento in laterizi del fianco destro su cui si nota il primitivo portale tamponato; sulla facciata, intonacata nei rifacimenti settecenteschi, emergono le ghiere degli archi dei tre ingressi e la cornice marcapiano, in cotto stampato a motivi diversi.
L'interno ha l'aspetto che gli conferì un radicale restauro fra il 1719 e il 1737. La primitiva divisione in tre navate lasciò il posto ad un'aula ampia e luminosa. La decorazione in stucco dà un'elegante unità all'insieme. Notevoli sono le due statue lignee del gruppo dell'Annunciazione, attribuite a Nino Pisano, e il San Pietro in marmo. Particolarmente venerato è un Crocifisso ligneo del primo Quattrocento. La pala del San Pietro liberato dal carcere è di Alessandro Allori (1584).

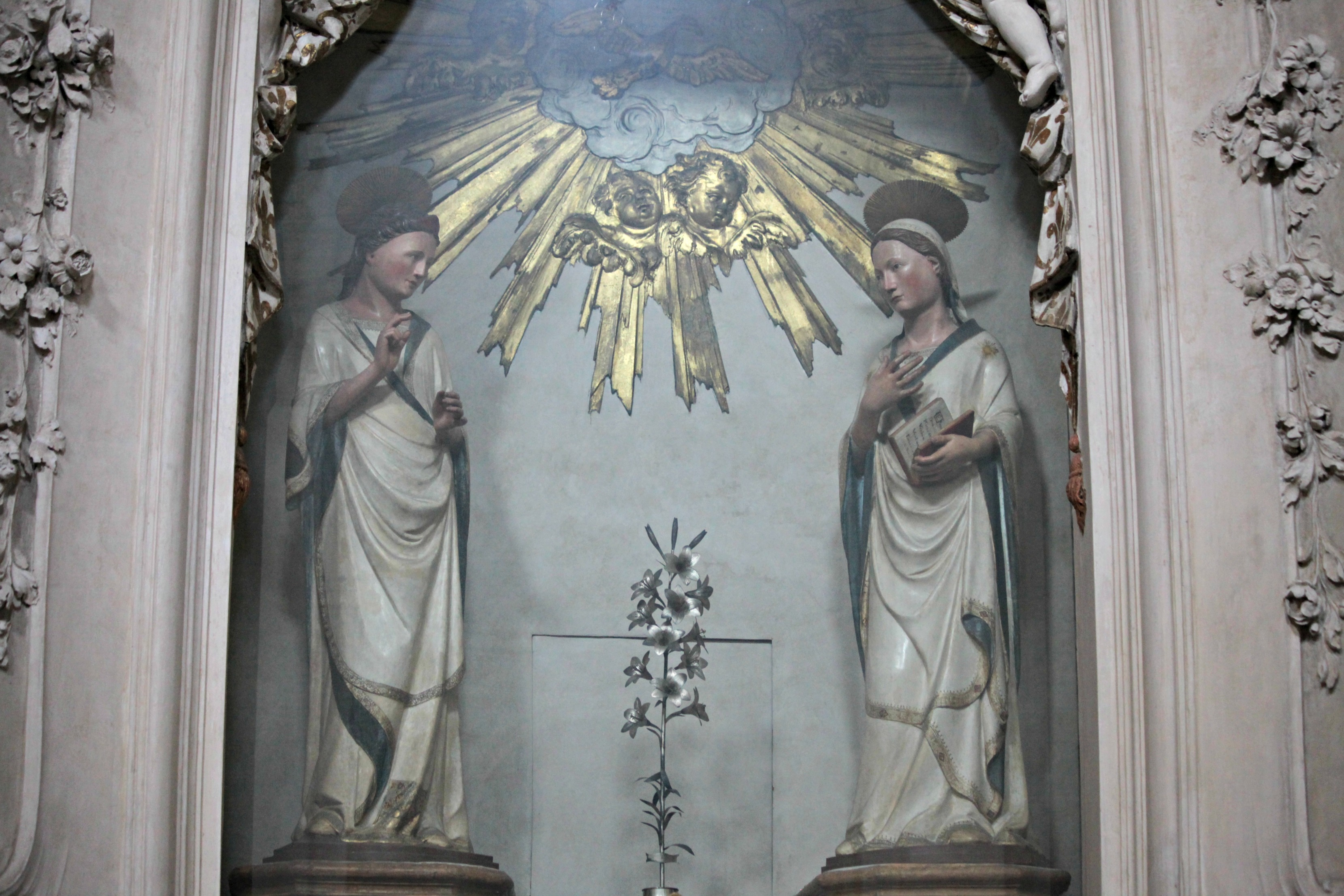
Annunciazione attr. a Nino Pisano